# Zaragozachthonius karamanianus
Espèce
Synonymes
- Chthonius karamanianus Hadži, 1937

Zaragozachthonius karamanianus est une espèce de pseudoscorpions de la famille des Chthoniidae.

## Distribution
Cette espèce se rencontre en Macédoine du Nord et en Italie,.

## Description
Les mâles mesurent de 0,9 à 1,0 mm et les femelles de 1,0 à 1,2 mm.

## Systématique et taxinomie
Cette espèce a été décrite sous le protonyme Chthonius karamanianus par Hadži en 1937. Elle est placée dans le genre Zaragozachthonius par Gardini en 2020.

## Publication originale
- Hadži, 1937 : « Pseudoskorpioniden aus Südserbien. » Glasnik Skopskog Naucnog Drustva, vol. 17, p. 151-187.